# 6226 Paulwarren
A 6226 Paulwarren (ideiglenes jelöléssel 1981 EY18) a Naprendszer kisbolygóövében található aszteroida. Schelte J. Bus fedezte fel 1981. március 2-án.